# The Long Dumb Road
The Long Dumb Road é um filme de drama estadunidense de 2018 dirigido e escrito por Hannah Fidell e Carson D. Mell. Estrelado por Tony Revolori, Jason Mantzoukas, Taissa Farmiga, Grace Gummer, Ron Livingston e Casey Wilson, estreou no Festival Sundance de Cinema em 22 de janeiro de 2018.

## Elenco
- Tony Revolori - Nathan
- Jason Mantzoukas - Richard
- Taissa Farmiga
- Grace Gummer
- Ron Livingston
- Casey Wilson - Stacey
- Pamela Reed
- Ciara Bravo - Ashly
- Ben Rosenfield
- Cynthy Wu - Whitney
- Lindsay Burdge
- Will Brittain